# Valse rozenzandbij
De valse rozenzandbij (Andrena helvola) is een vliesvleugelig insect uit de familie Andrenidae. De wetenschappelijke naam van de soort is gepubliceerd in 1758 door Linnaeus in de tiende editie van Systema naturae.